# Servius Fulvius Flaccus
Servius Fulvius Flaccus entstammte der römischen Plebejerfamilie der Fulvier und war 135 v. Chr. Konsul.

## Leben
Nach zwei erhaltenen Inschriften war Servius Fulvius Flaccus der Sohn eines Quintus Fulvius Flaccus, wahrscheinlich des Suffektkonsuls von 180 v. Chr. Möglich ist allerdings auch, dass er der Sohn des Konsuls von 179 v. Chr. war.
Zum Konsul wurde Flaccus gemeinsam mit Quintus Calpurnius Piso gewählt. In Illyrien ging er militärisch erfolgreich gegen den auf römisches Territorium vorgedrungenen Stamm der Ardeier oder Vardaeer vor.
Als der Volkstribun Tiberius Sempronius Gracchus 133 v. Chr. anfangs seine geplante tiefgreifende Ackerreform aufgrund der Interzession eines anderen Volkstribunen, Marcus Octavius, nicht durchbringen konnte und seine Anhänger wie Gegner zunehmend aggressiver aufeinander losgingen, beschworen ihn angesehene Männer, darunter ein Konsular Fulvius, auf Gewaltmaßnahmen zu verzichten und stattdessen die Angelegenheit dem Senat vorzulegen, worauf Gracchus einging. Nach der Ansicht des Althistorikers Friedrich Münzer könnte dieser Konsular Fulvius mit dem hier behandelten Flaccus identisch sein. Da im Senat die Mehrheit der Gegner des Gracchus überwog, griff dieser bald zu der schwerwiegenden Maßnahme, seinen widerstrebenden Amtskollegen Octavius durch ein Plebiszit absetzen zu lassen.
Flaccus war wahrscheinlich auch als Redner aktiv. Über sein Ende ist nichts bekannt.